# Amblypomacentrus vietnamicus
Amblypomacentrus vietnamicus là một loài cá biển thuộc chi Amblypomacentrus trong họ Cá thia. Loài này được mô tả lần đầu tiên vào năm 2004.

## Từ nguyên
Từ định danh trong danh pháp được đặt theo tên gọi của quốc gia mà loài này được phát hiện đầu tiên, Việt Nam (hậu tố icus trong tiếng Latinh mang nghĩa "thuộc về").

## Phạm vi phân bố và môi trường sống
Hai mẫu vật duy nhất được biết đến của A. vietnamicus được thu thập vào năm 1985 tại biển Nha Trang trong cuộc thám hiểm sinh học hợp tác giữa Việt Nam và Liên Xô khi đó. Những mẫu vật này hiện được lưu giữ tại Bảo tàng Động vật học thuộc Viện Hàn lâm Khoa học Nga (tại Saint Petersburg).

## Mô tả
Chiều dài đo được ở hai mẫu vật của A. vietnamicus là 2,4 và 2,5 cm. So với 2 loài Amblypomacentrus breviceps và Amblypomacentrus clarus thì A. vietnamicus thiếu các dải sọc nâu sẫm nhưng có một vệt đen trên vây lưng mềm và một đốm đen ở rìa trên của cuống đuôi. Mõm của A. vietnamicus hơi nhô ra và phần môi dày hơn.
Số gai ở vây lưng: 13; Số tia vây ở vây lưng: 11–12; Số gai ở vây hậu môn: 2; Số tia vây ở vây hậu môn: 12; Số tia vây ở vây ngực: 16; Số gai ở vây bụng: 1; Số tia vây ở vây bụng: 5.